# Каражантак
Каражантак (каз. Қаражантақ) — село в Туркестанской области Казахстана. Находится в подчинении городской администрации Арыса. Входит в состав Дармениского сельского округа. Код КАТО — 511637300.

## Население
В 1999 году население села составляло 432 человека (217 мужчин и 215 женщин). По данным переписи 2009 года, в селе проживало 495 человек (248 мужчин и 247 женщин).